# Sofia Nalepinska-Boichuk
Sofia Oleksandrivna Nalepinska- Boichuk, en ucraniano: Софія Олександрівна Налепинська-Бойчук, (Lodz, 30 de julio de 1884 - Kiev, 11 de diciembre de 1937) fue una artista ucraniana nacida en Polonia, conocida por sus xilografías.

## Biografía
Nació en Polonia. Su padre era ingeniero ferroviario y su madre pianista. En 1890, su padre fue trasladado a San Petersburgo y recibió sus primeras lecciones de arte del pintor polaco Jan Ciąglinski. Más tarde, recibió clases particulares en Múnich del pintor húngaro Simon Hollósy. Completó sus estudios en 1909 en París, en la Académie Ranson, donde trabajó con Félix Vallotton y Maurice Denis. Mientras estuvo allí conoció al artista ucraniano Mijailo Boichuk. Después de una gira por Italia con él y un amigo, regresó a Galitzia y se involucró en la comunidad artística local.
Sin embargo, mantuvo contacto con Boichuk y en 1917 se casaron en Kiev. Aprendió ucraniano y asimiló la cultura rápidamente. Tuvieron un hijo en 1918. De 1919 a 1922 trabajó en una escuela de arte en Mýrhorod, luego se convirtió en jefa del taller de xilografía en el Instituto de Artes Plásticas de Kiev (después de 1924 denominado Instituto de Arte de Kiev, ahora Academia Nacional de Artes Visuales y Arquitectura). Estuvo allí hasta 1929.
En 1936, ella y su marido fueron arrestados acusados de espionaje y actividades contrarrevolucionarias. Al año siguiente fueron fusilados en diciembre y julio, respectivamente.
En 1988 fue rehabilitada. En 1996, su nombre figuraba entre los cuarenta inscritos en el Monumento a los artistas represaliados en la Academia Nacional.

## Obra
Gran parte de su trabajo fue en forma de grabados en madera para ilustraciones de libros, incluidas obras de Taras Shevchenko, Dmitri Mamin-Sibiriak y Stepan Vasilichenko. Durante la Guerra de Independencia de Ucrania, creó diseños para papel moneda y valores gubernamentales. Fueron exhibidas en 1932, pero nunca fueron utilizadas.

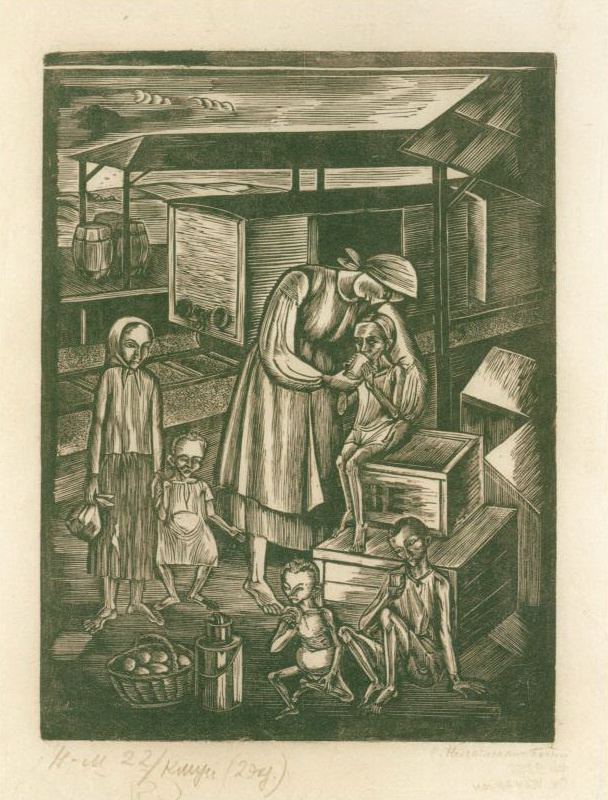
Hambre, una escena del Holodomor.
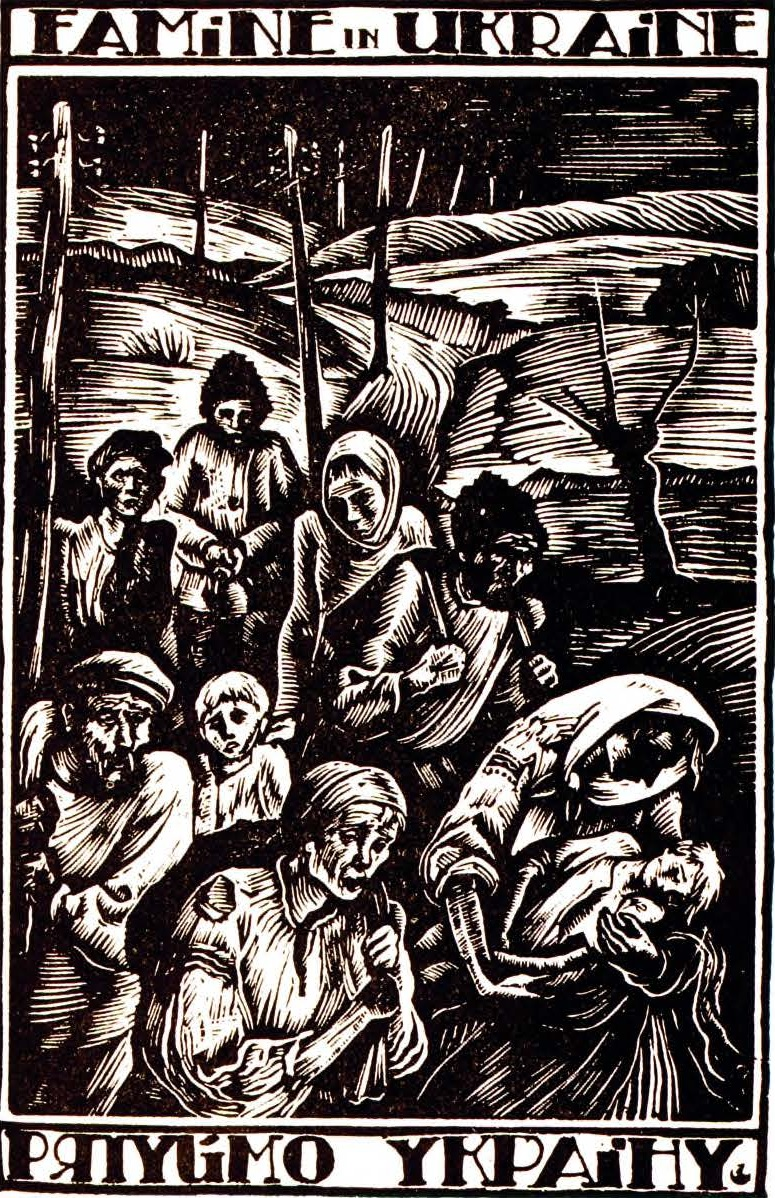
Hambre en Ucrania.
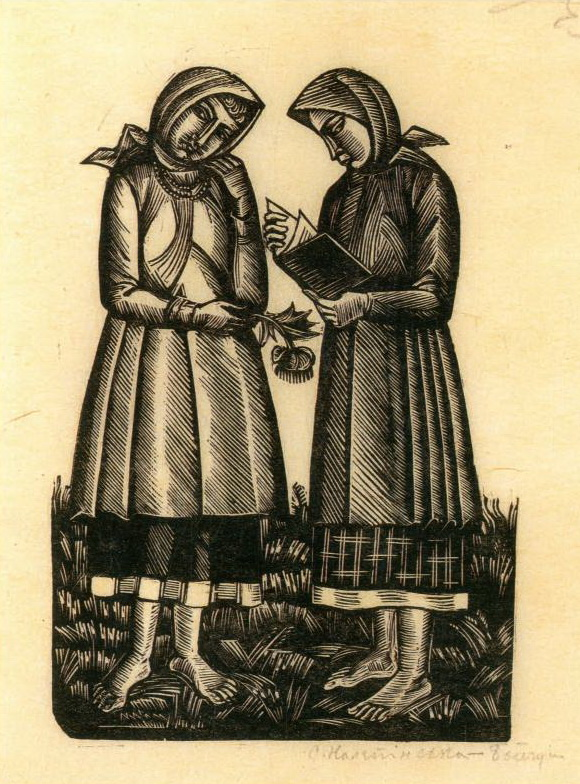
Chica con un libro.
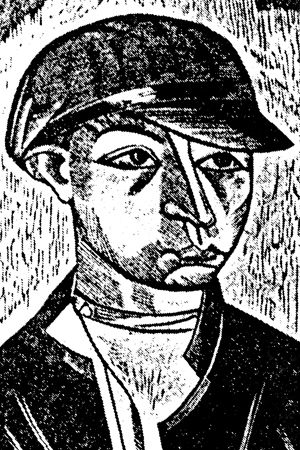
Trabajador joven.
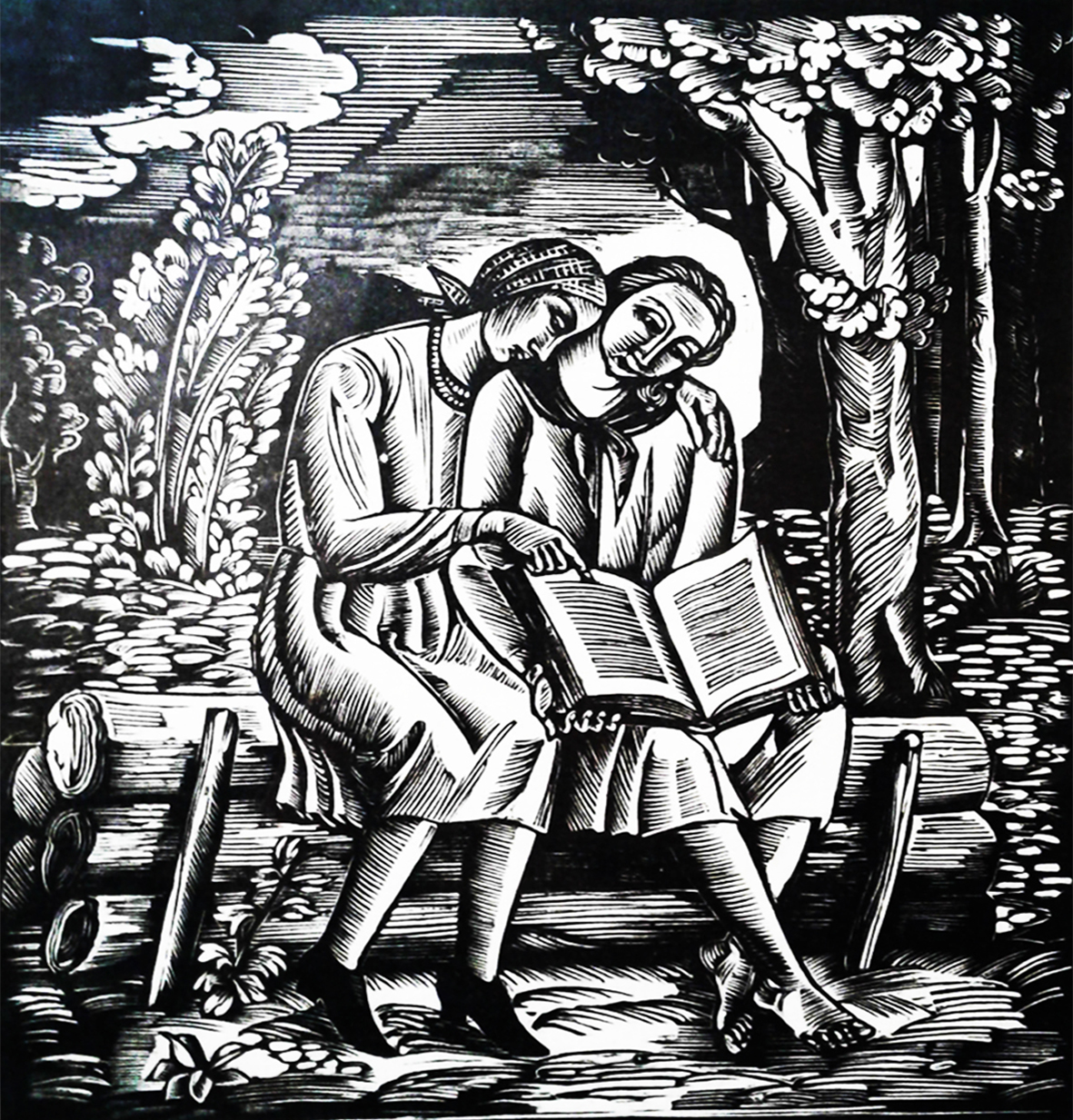
Niñas con un libro.